# Malin (Rumunia)
Malin (węg. Almásmálom) – wieś w Rumunii, w okręgu Bistrița-Năsăud, w gminie Nușeni. W 2011 roku liczyła 420 mieszkańców.